# Lahr (Schwarzw) (stacja kolejowa)
Lahr (Schwarzw) (niem: Bahnhof Lahr (Schwarzw)) – stacja kolejowa w Lahr/Schwarzwald, w kraju związkowym Badenia-Wirtembergia, w Niemczech. Została otwarta w ramach Rheintalbahn w dniu 1 sierpnia 1845 roku wraz z odcinkiem z Offenburga do Fryburga i znajduje się kilka kilometrów na zachód od centrum miasta. Stacja znajduje się na obszarze Gemarkung, należącej do 1933 do gminy Dinglingen. Po włączeniu jej do Lahr, Deutsche Reichsbahn przemianowały stację na Lahr-Dinglingen. Po zamknięciu stacji Lahr-Stadt w 1959, władze kolejowe postanowiły zmienić nazwę na obecną w 1962.
Od 1865 roku istniała odnoga do stacji Lahr-Stadt. W 1959 roku Deutsche Bundesbahn zamknął ruch pasażerski na tej linii, a transport towarowy zlikwidowano w 1995. 
Według klasyfikacji Deutsche Bahn posiada kategorię 4.

## Linie kolejowe
- Rheintalbahn
- Lahr – Lahr Stadt